# 歐陽鋒
歐陽鋒是金庸小說《射鵰英雄傳》中的最大的反派角色之一和《神鵰俠侶》中的角色。歐陽克之生父（佯稱叔父），楊過之義父，為金庸小說中武功絕頂的高手之一。
歐陽鋒乃西域人士，為「天下五絕」之一「西毒」。身材高大，身穿白衣，高鼻深目，臉鬚棕黃，英氣勃勃，目光如電，眼神如刀似劍，甚是鋒鋭，語聲鏗鏗似金屬之音。
此人凶狠毒辣，養有毒蛇，常帶在身邊旁身，曾以此攻擊群雄，因而被稱老毒物，他也以此和狠毒為榮。性格陰險貪婪成性，從不自足，其作風狠毒嗜殺，陰險奸詐，鬼計多端，反覆無常，忘恩負義，作惡多端，為達到目的和戰勝其餘四絕可以不擇手段和明目張膽地擔奪，甚至殺害他人，曾經設法剷除爭奪九陰真經的競爭對手（如：郭靖）和其餘三絕、周伯通等潛在威脅的武林高手，包括消耗他人的功力、挑撥離間（挑撥黃藥師與全真教關係）、插贓嫁禍（殺害江南五怪嫁禍給黃藥師）製造武林大亂，甚至不惜直接殺死他們和救命恩人（如：競爭對手洪七公），因此為江湖中人所不恥和憎恨，同時可見是一個不折不扣卑鄙無恥的小人，與洪七公濟世為懷、鋤奸扶弱的性格南轅北轍，歐陽鋒可為邪惡的代表，亦可見性格、行事作風和為人品德與續傳神鵰俠侶的最大反派蒙古第一國師（前版是蒙古法王）金輪國師相似，因此成為郭靖、黃蓉、洪七公等正派人士的主要的人敵人之一，但是與國師唯一一點不同的是他極顧信義，從不食言，一言九鼎，這點來看也不失一代武學宗師的風範。一度與金國六王爺完顏洪烈勾結奪取岳飛的兵法和侵佔南宋的江山，他為了完成侵宋和奪得兵法任務，不惜以歹毒手段實行，例如挑撥離間、插裝嫁禍等。多年來三番四次陰諜奪取《九陰真經》（尤其是梵文總綱）和渴望獲得武功天下第一的稱號，他先後要求和脅迫老頑童周伯通和郭靖為他默寫九陰真經，繼而威脅黃蓉要求期其譯出真經梵文總綱內容。最後卻先被郭靖胡弄，繼而被黃蓉欺騙，最終下得走火入魔，神志不清的收場，可說是一代武學宗師的悲劇。
登場回數：（射）16-27、35-40、（神）2-3、7、11

## 生平
歐陽鋒是西域白驼山莊主人，色目人，為「天下五絕」的「西毒」，歐陽克的叔父（實為親父），武功蓋世，為當今江湖上幾位武功絕頂的高手之一，絕學為「蛤蟆功」，剋星是含有先天功的「一陽指」，擅用毒，养蛇，論用毒本事無人能出其右，白駝山的劇毒絕對是天下首屈一指的毒，因此又有一个外号「老毒物」，歐陽峰不以此為恥反倒十分分自豪；除「蛤蟆功」外，其蛇杖亦是獨門武器，凡中杖上毒蛇之人必死無疑，如楊康以及江南七怪中的南希仁，甚至大海中的大部分鯊魚亦因此蛇毒而死；但对洪七公下手时因他之前对鲨鱼群用毒液过多，减低原有毒素，也因此使其中毒後沒死，但亦重傷，幾乎喪命武功一度盡廢，直到烟雨楼大战后黄药师带到桃花岛並藉《九阴真经》疗伤后才恢复功力。歐陽鋒性格陰險惡毒，恩將仇報，為人奸詐卑鄙，無情無義，基本上沒有道德底線可言，一生為武功而活，利欲熏心，故多次在中原武林興風作浪，圖謀陷害競爭對手，可謂作惡多端，十惡不赦，為邪惡陰毒的代表，是本書主角郭靖和黃蓉乃至中原武林正派人士的主要敵人之一，其行徑一直為中原武林人士所不齒，例如代表正義的「北丐」洪七公多年以來就與歐陽鋒誓不兩立，他們互相爭鬥數十年不罷休便𤔡此。
多年來，歐陽鋒一直謀求成為武功天下第一，故有覬覦九陰真經和稱霸武林的野心，千方百計奪得九陰真經和除去華山論劍的潛在競爭對手。早年，便試圖趁著王重陽逝世搶奪九陰真經，但被裝死的王重陽以含有先天功的一陽指破去其「蛤蟆功」，令其玄功受損，武功一度盡失使其逃至西域，20年也不敢重返中原，又恐怕自己的剋星「南帝」在華山論劍打敗自己，便使計逼迫自己的剋星剛出家的段智興（一燈大師）離開大理，然而歐陽鋒得才進尺，仍不斷地騷擾段智興隱居的生活，派歐陽克打傷段智興的弟子，迫使段救人，以折損段的功力。多年後武功大至恢復，並查知「東邪」黃藥師可能擁有部分《九阴真经》（實際上九陰真經上卷在「老頑童」周伯通手上，下卷輾轉為郭靖所得，而黃藥師只有下卷殘缺不存的手抄本，但碰巧二人皆在桃花島），碰巧欧阳克希望和「東邪」黃藥師之女黄蓉親近，欧阳鋒便以此為理由陪同欧阳克到桃花島上向黃藥師提親，圖謀奪取真經，碰巧郭靖亦到桃花島提親，其間先以鐡琴對戰老對手「東邪」黃藥師的蕭聲、宿敵丐幫第十八代幫主「北丐」洪七公的囉聲，三人平分秋色，誰也没壓倒誰，之後欧阳锋使出「蛤蟆功」再度與洪七公的「降龍十八掌」交鋒，正运足劲力，犹如一张弓张机待发，黄蓉贸然碰了上去，不是郭靖拼命运功相救，便要活生生毙于欧阳锋掌下，這兩次交戰視為第二次論劍的預演，三人已有二十多年沒相見，皆自以為武功天下第一，今番交鋒讓歐陽鋒知道自己難以在二次論劍取勝，更對《九陰真經》慾望大增。黄药师不喜郭靖的敦厚，故亦曾有意将黄蓉许给歐陽鋒的侄儿歐陽克，以拆散郭靖與黃蓉的戀情，而歐陽鋒叔姪二人在中原并无朋友，倒有很多仇敌，歐陽鋒亦可籍此與黃藥師結盟，雙方一拍即合；郭靖在黃藥師招亲的三道題目中胜出两道，但最后一道胜出的题目背诵九阴真经经文被他们父子洞悉郭靖懂得九阴真經，同時，亦得知「老頑童」周伯通多年來熟習真經內容。黃藥師要求其交出真經，但「老頑童」將兩卷九陰真經原卷直接以內力毀滅，加上眼見「老頑童」無意間使出的九陰真經武功，更增加其我九陰真經的渴求，導致歐陽峰三番四次威迫利利誘二人默寫及解釋九陰真經。
欧阳鋒不肯死心，在船上先要求「老頑童」周伯通默寫九陰真經，不果後便要求周伯通屢行「賭約」（只要歐陽鋒毒死附近鯊魚，周必須默寫九陰真經，否則便跳海），後脅迫郭靖默寫《九阴真经》，但郭靖受洪七公之教改動真經部分內容，因此歐陽鋒未能得到真正的九陰真經，更令其後來錯練真經之不似人形。自以為事成後，企圖放火燒死郭、洪二人，但被二人發現，但由於洪七公要救「尋人」的黃蓉，歐陽鋒在遭烈炎焚燒的船上與洪七公展開激烈交戰，先是拳鬥，後用兵器，在使出苦練多時的「靈蛇拳法」時，因洪七公早在江蘇寶應劉氏宗祠曾看穿欧阳克的「靈蛇拳」，故失效用，在震驚下欧阳锋險遭船上火屑打中，幸被洪七公相救，虽然洪七公在海上曾对他援手相救，但欧阳鋒為確保二次華山論劍取勝，竟反而恩將仇報用杖上的蛇對洪七公下毒，更使出「蛤蟆功」重创洪七公，使洪武功全失，幾近喪命，最後郭靖拼死纏着歐陽鋒，洪七公才得以逃生，但二人皆跌入大海。最後四人皆流落至荒島。在荒島歐陽鋒誤以為洪七公利用九陰真經迅速恢復武功，加上歐陽克在荒島上被大石壓至殘廢，歐陽鋒再次脅迫郭靖一行人翻譯九陰真經（總綱）。
因欧阳克侍奉金国赵王府而跟他们合作，助金人企圖奪取武穆遺書，但失敗後在临安禁宫争夺武穆遗书时候與楊康再度重创郭靖，导致他要在牛家村七天疗伤，同時發現周伯通亦在皇宮，便要求周伯通翻譯真經總綱，但周伯通當然不從，便存心戲弄毆陽鋒稱只要跟周伯通比賽腳力便得到總綱，於是二人便互追三天三夜，但周伯通後來籍故退出比賽，但周伯通武功與自己半斤八兩，因此無可奈可，歐陽鋒的算盤再次落空。
在黄药师跟摆下天罡北斗阵的全真七子比拼时候，乘隙对谭处端及黄药师下手，结果谭处端当场身亡，黄药师因梅超风舍身相救才幸免，同時乘機出言挑掇黃與全真教關係，使雙方結怨，好讓自己和金人坐收漁人之利。
後來，在楊康的策劃下，歐陽峰與楊康在桃花島假扮黃藥師殺害「江南五怪」，並嫁禍及黃藥師，又刻意留下柯鎮惡宣揚黃藥師的「惡行」，企圖引起武林大亂，更一度使郭靖與黃蓉感情近乎破裂，使自己與金人得以乘虛而入，乘機把武能人士一舉剿滅，後來其惡行被黃蓉揭發，導致歐陽峰與柯鎮惡和郭靖師徒結下血海深仇，即使十多年後雙方亦仇深似海。
在楊康和歐陽鋒的一連串操作下，二人成功引起柯鎮惡、全真教、郭靖等與黃藥師的仇恨，金人與歐陽鋒便趁著眾人元氣大傷之際放出毒蛇、毒煙、箭頭，把群雄迫入煙兩樓，企圖助金人威迫郭靖交出武穆遺書，同時乘機剷除樓內的黃藥師、洪七公、周伯通等華山論劍的潛在對手，但柯鎮惡順利帶領眾人逃去，歐陽鋒的計劃再度流產。
不久，欧阳锋便在鐵槍廟生擒黃蓉，企圖脅迫其翻譯真經總綱，但卻被黃蓉逃脫，後來追蹤黃至蒙古，但始終找不到黃蓉，郭為保護黃蓉便立下與歐立下賭約（活捉歐陽鋒三次，但又三次饒他不死）郭靖果然信受賭約救了歐的性命，歐陽峰卻為了理解《九陰真經》的奧秘而不斷在石屋與郭靖較量武功，及後「鐵掌水上飄」裘千仞、「老頑童」周伯通也加入混戰，郭靖便乘機逃走，後來在中原又生擒裝死黃蓉，再度脅迫黃翻譯總綱，黃蓉乾脆使詐，騙得他說《九陰真經》需要逆練，歐陽鋒果真逆行所有經脈，倒立而行，反而練出一套全新的武功，越練越怪但也越強，更以怪招接連打敗郭靖、黄药师及洪七公三人，成為實際上的天下第一，但歐陽峰從此便走火入魔，疯疯癫癫、神智錯亂，忘了自己是誰，即使「東邪」黃藥師和「北丐」洪七公亦無可奈何，更令黃蓉、黃藥師、洪七公、郭靖幾乎喪命，但歐陽鋒本就被郭靖和黃蓉亂寫的九陰真經弄得頭昏腦脹，加上其經脈逆行，又在不久前頭上被洪七公打了一棒，神智不太清醒，結果馬上就被黄蓉的伶牙俐齿给逼疯了，甚至忘記自己的名字。
《神鵰侠侣》中，欧阳锋已不是当初的老毒物。自於第二次華山論劍之役被黃蓉用計逼瘋後，十餘年來走遍天涯海角，不住思索：「我到底是誰？」，凡是景物依稀熟稔之地，他必多所逗留，只盼能找到自己，近年來他逆練九陰真經，內力大有進境，腦子也已清醒得多，雖然仍是瘋瘋癲癲，許多舊事、仇人卻已逐步一一記起，只是自己到底是誰，卻始終想不起來。
他在疯癫之中，反而有了几分真性情。欧阳锋忽发奇想要收杨过为乾儿子，让杨过叫他爸爸，令人拍案叫绝。乍一看此情节是荒谬而没头没脑，细想来却又有几分道理。欧阳锋与嫂子通奸，生了名为侄子实为儿子的欧阳克。可欧阳克卻作茧自缚而自寻死路，因此在欧阳锋内心深处，有一段情结與一段缺憾；而杨过未出生前父親楊康已死，渴望父爱，与欧阳锋正好一拍即合。後來在嘉興與郭靖相遇交手，雙方勢均力敵互有損傷，但歐陽鋒終究年老，傷勢比郭靖嚴重，不久柯鎮惡乘機前來追殺，欲報早年已死江南五怪之仇；負傷內勁盡失的他險死於柯鎮惡之手，靠得楊過用計使柯鎮惡離去才能保命。
直至杨过多年后重出古墓因跟小龙女激斗时重遇，为传授杨过逆九阴真经武学及提防小龙女而点了她穴道，致使她动弹不得，无法反抗甄志丙强暴。
楊過在華山上守護雪中沉睡的洪七公三天三夜，兩人因而成為莫逆之交。但此時的華山，又上來了天下五絕的另一人——歐陽鋒，洪七公素知歐陽鋒歹毒，因此，新三版加寫說洪七公認為楊過「守信重義，人品遠勝西毒，那是『父不及子 』了」。洪七公、歐陽鋒兩人是宿世敵手，雖然歐陽鋒神智錯亂，但一言不合，兩人還是各拿樹枝當棍棒，互相較勁起來。
兩人打了四日，總之是打得神困力倦，幾欲虛脫，鬥過棍棒，接著又比拼內力，結果竟戰到天下兩個「絕」均已奄奄一息。兩人隔天又開始比起「紙上談兵」，比法是洪七公按招式逐一告訴楊過「打狗棒法」，楊過演給歐陽鋒看，歐陽鋒再思考足滋破解的杖法，兩人拆解三天，到第三日歐陽鋒已破解「打狗棒法」的前三十五路，而「打狗棒法」的第三十六路「天下無狗」，這一式則讓歐陽鋒思考到一夜之間鬚眉盡白，似乎老了十多歲，這才將之破解。
新修版中兩人此刻又出掌比起內力，但這時發生奇妙的狀況，原來兩人各將《九陰真經》的內功正練、逆練到極點，而按《易經》中「物極必反」的道理，老陰升至盡頭即轉少陽，老陽升至頂點便轉少陰，洪七公之功由正轉逆，歐陽鋒則由反逆轉正，兩人內力頓時合而為一，水乳交融，一人是在寒冷澈骨時，因對方內力傳來而如沐春風，另一人是在全身炙熱時，接受對方內力而頓感清涼，兩人當下融為一幅「太極之圖」。
就在時刻，洪七公一躍而起，抱住歐陽鋒，說「咱倆殊途同歸，最後變成『哥倆好』」。歐陽鋒剎時迴光返照，心中一片澄明，與洪七公相擁大笑，兩人在笑聲中同時辭世。
在《神雕俠侶》尾聲，郭靖與楊過等眾人赴華山祭拜洪七公 。郭靖與歐陽鋒仇深似海，想到他殺害恩師朱聰、韓寶駒等江南五俠的狠毒，雖然事隔數十年，仍是恨恨不已。只有楊過思念舊情，和小龍女兩人在歐陽鋒墓前跪拜。
另外，根據金庸另一部小說《鹿鼎記》記載，化屍粉也是由他以十多種蛇毒所創。

## 武功
瞬息千里
白駝山莊家传上乘轻功，斗然间已欺到了對手身旁。
神驼雪山掌
身形飘忽，出掌进攻。
透骨打穴法
点穴手段甚是阴毒，極難解開，天下間僅其本人和黃藥師才能解開
靈蛇拳
是从毒蛇身上悟出来，臂犹似忽然没了骨头，如变了一根软鞭，打出后能在空中任意拐弯。
靈蛇杖法
含有棒法、棍法、杖法的路子，招数繁复，自不待言，杖头雕着个咧嘴而笑的人头，面目狰狞，口中两排利齿，上喂剧毒，舞动时宛如个见人即噬的厉鬼，只要一按杖上机括，人头中便有歹毒暗器激射而出。
更厉害的是缠杖盤著兩條銀鱗閃閃的小蛇，不住的蜿蜒上下，吞吐伸缩，令人难防。
逆行經脈
是郭靖假傳給歐陽鋒九陰真經的口訣，在誤打誤撞之下，逆轉經脈，練成的神功。
蛤蟆功
白駝山嫡傳之最高神功，此武学发功时蹲在地下，双手弯与肩齐，嘴里发出咯咯叫声，宛似一只大青蛙作势相扑，雙手平推，吐氣運勁，威力十足。
此功纯系以静制动，全身蓄劲涵势，韵力不吐，只要敌人一施攻击，立时便有猛烈无比的劲道反击出来，殺傷力極大。

## 相關人物
- 私生子：歐陽克
- 義子：楊過（西狂）
- 徒弟：楊康（楊過之父，故歐陽鋒實為楊過的師公。）、歐陽克（私生子）、楊過（義子兼徒孫，傳蛤蟆功、逆練《九陰真經》之逆轉經脈及靈蛇杖法。）
- 東邪：黃藥師
- 南帝（後來的南僧）：段智興 (金庸)（一燈大師）
- 北丐：洪七公
- 中神通：王重陽
- 中頑童：周伯通

## 影视形象

### 劇集
《射鵰英雄傳》：
- 杨泽霖：香港佳藝電視《射鵰英雄傳》（1976年）、香港無綫電視《射鵰英雄傳》（1983年）
- 龍天翔：台灣中視《射鵰英雄傳》（1988年）
- 罗乐林：香港無綫電視《射鵰英雄傳之九陰真經》（1993年）
- 朱铁和：香港無綫電視《射鵰英雄傳》（1994年）
- 尤勇：中國慈文影視《射鵰英雄傳》（2003年）
- 徐錦江：上海唐人公司《射鵰英雄傳》（2008年）
- 黑子：中國華策影視、完美影視聯合出品《射鵰英雄傳》（2017年）
- 高偉光：中國企鵝影視、耀客傳媒聯合出品《金庸武俠世界》（2024年）

《神鵰俠侶》：
- 杨泽霖：香港佳藝電視《神鵰俠侶》（1976年）、香港無綫電視《神鵰俠侶》（1983年）
- 李志堅：台灣中視《神鵰俠侶》（1984年）
- 朱铁和：香港無綫電視《神鵰俠侶》（1995年）
- 李立群：台灣台視《神鵰俠侶》（1998年）
- 劉謙益：新加坡新傳媒《神鵰俠侶》（1998年）
- 翟乃社：中國中央電視台《神鵰俠侶》（2006年）
- 宗峰岩：中國華夏視聽、於正工作室聯合出品《神鵰俠侶》（2014年）
- 申軍誼：中國芒果娛樂、盛夏星空傳媒聯合出品《新神鵰俠侶》（待播）

### 電影
《射鵰英雄傳》：
- 王龙威：《射鵰英雄傳》（1977年）、《射鵰英雄傳續集》（1978年）、《射鵰英雄傳第三集》（1981年），邵氏公司
- 梁朝伟：《射鵰英雄傳之東成西就》（1993年），學者電影公司
- 張國榮：《東邪西毒》（1994年），學者電影公司
- 杜德偉：《射鵰英雄傳之降龍十八掌》（2021年），北京拉近影业有限公司等
- 更登彭措：《射雕英雄传之九阴白骨爪》（2021年），北京拉近影业有限公司等
- 梁家輝：《射鵰英雄傳：俠之大者》（2025年），中國電影股份有限公司

《神鵰俠侶》：
- 王力：《神鵰俠侶》（1982年），邵氏公司
- 罗烈：《楊過與小龍女》（1982年），邵氏公司